# أليسون داف
أليسون داف (بالإنجليزية: Alison Duff)‏ هي مُدرسة وفنانة نيوزيلندية، ولدت في 7 يوليو 1914 في إنفركارجل في نيوزيلندا، وتوفيت في 19 مارس 2000 في أوكلاند في نيوزيلندا.